# Falco (rodzaj)
Falco – rodzaj ptaków z podrodziny sokołów (Falconinae) w obrębie rodziny sokołowatych (Falconidae).

## Zasięg występowania
Rodzaj obejmuje gatunki występujące na wszystkich kontynentach oprócz Antarktydy.

## Morfologia
Długość ciała 15–60 cm, rozpiętość skrzydeł 44–135 cm; masa ciała samic 88–2150 g, samców 73–1450 g.

## Systematyka

### Etymologia
- Falco: nowołac. falco, falconis „sokół”, od łac. flectere „zakrzywiać” (aluzja do zakrzywionych szponów)[44].
- Tinnunculus: łac. tinnunculus „pustułka”, od tinnulus „przenikliwie brzmiący”, od tinnire „brzmieć”[45]. Gatunek typowy: Falco columbarius Linnaeus, 1758.
- Hierofalco: gr. ἱερος hieros „poświęcony” (por. ἱεραξ hierax, ἱερακος hierakos „jastrząb”); nowołac. falco, falconis „sokół”, od łac. flectere „zakrzywiać”[46]. Gatunek typowy: Falco candicans J.F. Gmelin, 1788 (= Falco rusticolus Linnaeus, 1758).
- Hypotriorchis: gr. ὑποτριορχης hupotriorkhēs „jastrząb” (później utożsamiany z kobuzem), od ὑπο hupo „trochę”; τριορχης triorkhēs „myszołów”, od τρεις treis, τρια tria „trzy”; ορχις orkhis „jądro”[47]. Gatunek typowy: Falco subbuteo Linnaeus, 1758.
- Cerchneis: gr. κερχνῃς kerkhnēis, κερχνῃδος kerkhnēidos „pustułka”[48]. Gatunek typowy: Falco rupicolus Daudin, 1800.
- Gyrfalco: starofr. Gerfaucon „białozór”, od staronord. Geirfalki „wielki sokół”[49].
- Erythropus: gr. ερυθροπους eruthropous, ερυθροποδος euthropodos „czerwonostopy”, od ερυθρος eruthros „czerwony”; πους pous, ποδος podos „stopa”[50]. Gatunek typowy: Falco vespertinus Linnaeus, 1766.
- Rhynchodon: gr. ῥυγχος rhunkhos „dziób”; οδων odōn, οδοντος odontos „ząb”[51]. Gatunek typowy: Falco peregrinus Tunstall, 1771.
- Aegypius: gr. αιγυπιος aigupios „sęp”; na podstawie Aιγυπιος Homera, Hezjoda, Sofoklesa, Arystotelesa i innych starożytnych greckich autorów. Nazwa ta była stosowana do różnych gatunków, które odwiedzały pobojowiska po walce, by żywić się ciałami wojowników i ich rumaków poległych w walce[52]. Gatunek typowy: Falco tinnunculus Linnaeus, 1758.
- Aesalon: epitet gatunkowy Falco aesalon J.F. Gmelin, 1788; łac. aesalon, aesalonis „jastrząb, mały jastrząb”, od gr. αισαλων aisalōn, αισαλωνος aisalōnos „jastrząb, mniejszy orzeł” (różnie identyfikowany, np. drzemlik, błotniak stawowy czy orzeł południowy)[53]. Gatunek typowy: Falco aesalon J.F. Gmelin, 1788 (= Falco columbarius Linnaeus, 1758).
- Pannychistes: gr. παννυχιστης pannukhistēs „ktoś, kto czuwa w nocy”, od παννυχις pannukhis „nocne czuwanie”; ἱζω hizō „siedzieć”[54]. Gatunek typowy: Falco ruficeps Dumont, 1820 (= Falco vespertinus Linnaeus, 1766).
- Cenchris: łac. cenchris, cenchridis „pustułka”, od gr. κεγχρις kenkhris, κεγχριδος kenkhridos „pustułka”[55]. Gatunek typowy: Falco tinnunculus Linnaeus, 1758.
- Lithofalco: gr. λιθος lithos „kamień”; rodzaj Falco Linnaeus, 1758 (sokół)[56]. Gatunek typowy: Falco columbarius Linnaeus, 1758.
- Cataractes: łac. cataractes „nieznany żarłoczny ptak morski”, od gr. καταρακτης kataraktēs lub καταρρακτης katarrhaktēs „nieznany drapieżny ptak morski”[57]. Gatunek typowy: Falco candicans J.F. Gmelin, 1788 (= Falco rusticolus Linnaeus, 1758.
- Hierax: gr. ἱεραξ hierax, ἱερακος hierakos „jastrząb”[58]. Gatunek typowy: Falco rusticolus Linnaeus, 1758.
- Falcula: nowołac. falcula „sokolik”, od zdrobnienia nowołac. falco, falconis „sokół”, od łac. flectere „zakrzywiać” (por. łac. falcula „mały sierp, pazur”; średniowocznołac. falcula brzegówki z rodzaju Riparia)[59]. Gatunek typowy: Falco tinnunculus Linnaeus, 1758.
- Ieracidea: gr. ῥυγχος rhunkhos „dziób”; οδων odōn, οδοντος odontos „ząb”[60]. Gatunek typowy: Falco berigora Vigors & Horsfield, 1827.
- Dendrofalco: gr. δενδρον dendron „drzewo”; nowołac. falco, falconis „sokół”, od łac. flectere „zakrzywiać”[61]. Gatunek typowy: Falco subbuteo Linnaeus, 1758.
- Euhierax: gr. ευ eu „dobry”; ἱεραξ hierax, ἱερακος hierakos „jastrząb”[62]. Gatunek typowy: Falco peregrinus Tunstall, 1771.
- Poecilornis: gr. ποικιλις poikilis „gatunek zięby”; oρνις ornis, ορνιθος ornithos „ptak”[63]. Gatunek typowy: Falco sparverius Linnaeus, 1758.
- Tichornis: gr. τειχος teikhos „mur”; ορνις ornis, ορνιθος ornithos „ptak”[64]. Gatunek typowy: Falco cenchris J.F. Naumann, 1820 (= Falco naumanni E. Fleischer, 1818).
- Falcolus: rodzaj Falco Linnaeus, 1758; łac. przyrostek zdrabniający -olus[65]. Gatunek typowy: Falco lanarius Linnaeus, 1758 (= Falco biarmicus Temminck, 1825).
- Gennaia: gr. γενναιος gennaios „dostojny, wysoko urodzony”, od γενναω gennaō „płodzić”[66]. Gatunek typowy: Falco jugger J.E. Gray, 1834.
- Chiquera: epitet gatunkowy Falco chicquera Daudin, 1800; fr. pisownia nazwy Shikra oznaczającą w hindi „łowcę”[67]. Gatunek typowy: Falco chicquera Daudin, 1800.
- Harpe: gr. ἁρπη harpē „nieznany, prawdopodobnie mityczny ptak”[68]. Gatunek typowy: Falco novaeseelandiae J.F. Gmelin, 1788.
- Pontotriorchis: gr. ποντος pontos „morze”; τριορχης triorkhēs „myszołów”, od τρεις treis, τρια tria „trzy”; ορχις orkhis „jądro”[69]. Gatunek typowy: Falco concolor Temminck, 1825.
- Turumtia: nazwy Turumti i Turumtari oznaczające w hindi samicę sokoła rudogłowyego[70]. Gatunek typowy: Falco chicquera Daudin, 1800.
- Dissodectes: gr. δισσος dissos „podwójny”, od δις dis „dwa razy”, od δυο duo „dwa”; δεκτης dektēs „ktoś kto gryzie”, od δακνω daknō „gryźć”[71]. Gatunek typowy: Falco dickinsoni P.L. Sclater, 1864.
- Dorcadothera: gr. δορκας dorkas, δορκαδος dorkados „gazela”; -θηρας -thēras „łowca”, od θηραω thēraō „polować”, od θηρ thēr, θηρος thēros „bestia, zwierzę”[72]. Gatunek typowy: Falco cherrug J.E. Gray, 1834.
- Pnigohierax: gr. πνιγος pnigos „duszenie”, od πνιγω pnigō „dusić, dławić”; ἱεραξ hierax, ἱερακος hierakos „jastrząb”[73]. Gatunek typowy: Falco lanarius Linnaeus, 1758 (= Falco cherrug J.E. Gray, 1834).
- Rhynchofalco: gr. ῥυγχος rhunkhos „dziób”; nowołac. falco, falconis „sokół”, od łac. flectere „zakrzywiać”[74]. Gatunek typowy: Falco femoralis Temminck, 1822.
- Neofalco: gr. νεος neos „nowy”; rodzaj Falco Linnaeus, 1758 (sokół)[75]. Gatunek typowy: Falco albigularis Daudin, 1800 (= Falco rufigularis Daudin, 1800).
- Gennadas: gr. γενναδας gennadas „szlachetny”[76]. Gatunek typowy: Falco jugger J.E. Gray, 1834.
- Tolmerus: gr. τολμηρος tolmēros „śmiały”, od τολμα tolma, τολμης tolmēs „odwaga, śmiałość”[77].
- Nesierax: gr. νησος nēsos „wyspa” (tj. Nowa Zelandia); ἱεραξ hierax, ἱερακος hierakos „jastrząb”[78]. Gatunek typowy: Falco novaeseelandiae J.F. Gmelin, 1788.
- Eufalco: gr. ευ eu „dobry”; nowołac. falco, falconis „sokół”, od łac. flectere „zakrzywiać”[79]. Gatunek typowy: Falco communis J.F. Gmelin, 1788 (= Falco peregrinus Tunstall, 1771).
- Notofalco: gr. νοτος notos „południe”; rodzaj Falco Linnaeus, 1758[80]. Gatunek typowy: Falco subniger G.R. Gray, 1843.
- Cuvieria: Frédéric Cuvier (1773–1838), francuski zoolog, paleontolog[81]. Gatunek typowy: Falco cuvierii A. Smith, 1830; młodszy homonim Cuvieria Lesueur & Petit, 1807 (Coleoptera).
- Megacerchneis: gr. μεγας megas „wielki”; rodzaj Cerchneis Boie, 1826[82]. Gatunek typowy: Falco rupicoloides A. Smith, 1829.
- Planofalco: łac. planum „poziom ziemi”, równiny (por. gr. πλανος planos „wędrowanie”, od πλαναω planaō „wędrować”); nowołac. falco, falconis „sokół”, od łac. flectere „zakrzywiać”[83]. Gatunek typowy: Falco mexicanus Schlegel, 1850.
- Archifalco: gr. αρχος arkhos „lider, szef”, od αρχω arkhō „rządzić”; nowołac. falco, falconis „sokół”, od łac. flectere „zakrzywiać”[84]. Gatunek typowy: Falco peregrinus Tunstall, 1771.
- Confusiana: Konfucjusz lub Kong Fuzi (551–479 p.n.e.), chiński filozof i nauczyciel[85].
- Palifalco: łac. pallidus „blady”, od pallere „być bladym”; rodzaj Falco Linnaeus, 1758 (sokół)[86]. Gatunek typowy: Falco hypoleucos Gould, 1841.

### Podział systematyczny
Do rodzaju należą następujące gatunki:

- Falco zoniventris W. Peters, 1854 – pustułka prążkowana
- Falco naumanni E. Fleischer, 1818 – pustułeczka
- Falco alopex (von Heuglin, 1861) – pustułka rdzawa
- Falco rupicoloides A. Smith, 1829 – pustułka stepowa
- Falco rupicolus Daudin, 1800 – pustułka skalna
- Falco tinnunculus Linnaeus, 1758 – pustułka zwyczajna
- Falco moluccensis (Bonaparte, 1850) – pustułka plamista
- Falco cenchroides Vigors & Horsfield, 1827 – pustułka australijska
- Falco punctatus Temminck, 1821 – pustułka maskareńska
- Falco araeus (Oberholser, 1917) – pustułka seszelska
- Falco duboisi Cowles, 1994 – pustułka reuniońska – gatunek wymarły prawdopodobnie w XVII wieku.
- Falco newtoni (J.H. Gurney, 1863) – pustułka malgaska
- Falco sparverius Linnaeus, 1758 – pustułka amerykańska
- Falco columbarius Linnaeus, 1758 – drzemlik
- Falco dickinsoni P.L. Sclater, 1864 – sokół białorzytny
- Falco ardosiaceus Vieillot, 1823 – sokół ciemny
- Falco vespertinus Linnaeus, 1766 – kobczyk zwyczajny
- Falco amurensis Radde, 1863 – kobczyk amurski
- Falco berigora Vigors & Horsfield, 1827 – sokół brunatny
- Falco novaeseelandiae J.F. Gmelin, 1788 – sokół nowozelandzki
- Falco femoralis Temminck, 1822 – sokół rdzawobrewy
- Falco deiroleucus Temminck, 1825 – sokół rudogardły
- Falco rufigularis Daudin, 1800 – sokół białogardły
- Falco longipennis Swainson, 1838 – sokół australijski
- Falco severus Horsfield, 1821 – sokół rdzawobrzuchy
- Falco eleonorae Gené, 1839 – sokół skalny
- Falco concolor Temminck, 1825 – sokół śniady
- Falco subbuteo Linnaeus, 1758 – kobuz
- Falco cuvierii A. Smith, 1830 – sokół afrykański
- Falco chicquera Daudin, 1800 – sokół rudogłowy
- Falco mexicanus Schlegel, 1850 – sokół preriowy
- Falco hypoleucos Gould, 1841 – sokół siwy
- Falco peregrinus Tunstall, 1771 – sokół wędrowny
- Falco fasciinucha Reichenow & Neumann, 1895 – sokół maskowy
- Falco biarmicus Temminck, 1825 – raróg górski
- Falco subniger G.R. Gray, 1843 – sokół czarny
- Falco jugger J.E. Gray, 1834 – raróg indyjski
- Falco rusticolus Linnaeus, 1758 – białozór
- Falco cherrug J.E. Gray, 1834 – raróg zwyczajny